# Глициния
Глицинията (Wisteria) е род дървовидни катерливи растения от семейство Бобови (Fabaceae), произхождащи от Китай, Корея, Япония и източната част на Северна Америка.* Ohio State University fact sheet on wisteria
Глицинията се катери като увива стъблото си по посока на часовниковата стрелка или обратно около всяка възможна опора като може да достигне височина 20 метра и 10 метра настрани. Най-голямата известна глициния в света се намира в Сиера Мадре в Калифорния, заема площ повече от 4 декара и тежи 250 тона. Посадена е през 1894 година.
Листата на Глицинията са нечифтоперести, дълги 15 до 35 см и наброяват 9 до 19 листчета. Цветовете са събрани в съцветия подобни на рода Лабурнум и биват виолетови, розови и бели, но не жълти. Цъфтят напролет непосредствено преди разлистване при азиатските видове и в средата на лятото при американските видове. Също така подобно на рода Лабурнум семената са в чушки и също като тях са отровни.

## Видове
- Wisteria brachybotrys
- Wisteria brevidentata
- Wisteria floribunda
- Wisteria frutescens
- Wisteria macrostachya
- Wisteria sinensis
- Wisteria venusta
- Wisteria villosa